# Wilma Valt
Wilma Valt (1965) è un'ex sciatrice alpina italiana.

## Biografia
Sciatrice polivalente originaria di Falcade e sorella di Cinzia, a sua volta sciatrice alpina, Wilma Valt vinse la medaglia d'oro nello slalom speciale agli Europei juniores di Škofja Loka 1981; l'anno dopo ai Mondiali juniores di Auron 1982 si classificò 19ª nella discesa libera, 26ª nello slalom gigante, 16ª nello slalom speciale e 7ª nella combinata. Gareggiò in Coppa del Mondo almeno fino al 1983, senza ottenere risultati di rilievo; non prese parte a rassegne olimpiche né ottenne piazzamenti ai Campionati mondiali.

## Palmarès

### Europei juniores
- 1 medaglia[3]:
  - 1 oro (slalom speciale a Škofja Loka 1981)